# OvO
Gli OvO sono un gruppo indie noise rock e rumorista Italiano formato da Stefania Pedretti e Bruno Dorella.

## Storia
Gli OvO sono un duo formatosi nel dicembre del 2000 e composto da Bruno Dorella e Stefania Pedretti. Stefania Pedretti era già precedentemente coinvolta come cantante e chitarrista nelle Allun ed è attiva anche con il suo progetto da solista ?Alos, mentre Bruno Dorella aveva suonato in passato con Wolfango, Bugo e i Lava e contemporaneamente gestiva l'etichetta Bar La Muerte, mentre attualmente suona anche con Ronin, Bachi da Pietra, Sigillum S, Tiresia e GDG Modern Trio.
Lo spirito con cui il gruppo iniziò l'attività fu quello di suonare ovunque e con una strumentazione particolarmente spartana. Questo atteggiamento ispirato al DIY permise al gruppo di fare un gran numero di concerti. Dopo aver auto-prodotto alcuni album con l'etichetta personale di Dorella Bar La Muerte, pubblicano alcuni dischi su Load Records, Blossoming Noise, Adagio 830, Supernatural Cat, Artoffact Records.
Importanti sono anche le collaborazioni degli OvO con altri gruppi nazionali ed internazionali: Hermit, K.K. Null, Tremor, Nadja, Rollerball, Marnero sono solo alcuni dei nomi con cui hanno collaborato. Si segnala anche la loro risonorizzazione dal vivo del classico dell'espressionismo tedesco Nosferatu.

## Formazione
- Stefania Pedretti: voce, chitarra
- Bruno Dorella: batteria

## Discografia
Album in studio
- 2001 - Assassine
- 2002 - Vae Victis
- 2004 - Cicatrici
- 2006 - Miastenia
- 2008 - Crocevia
- 2011 - Cor Cordium
- 2013 - Abisso
- 2016 - Creatura
- 2020 - Miasma

Raccolte
- 2008 - Rmxd by Daniele Brusaschetto

Split
- 2002 - My First Cowboy (con i Rollberball)
- 2010 - The Life and Death of a Wasp (con i Nadja)